# 梅克倫堡-施威林的阿道夫
梅克倫堡-施威林的阿道夫（德語：Adolf zu Mecklenburg-Schwerin，1785年12月18日—1821年5月8日），梅克倫堡-施威林大公腓特烈·法蘭茲一世的幼子，母親是薩克森-哥達-阿爾滕堡的路易絲。
1818年，阿道夫昄依天主教。他終生未婚，1821年於馬格德堡去世。